# Poecilonola ochritincta
Poecilonola ochritincta är en fjärilsart som beskrevs av George Francis Hampson 1901. Poecilonola ochritincta ingår i släktet Poecilonola och familjen trågspinnare. Inga underarter finns listade i Catalogue of Life.